# Rovné (Humenné)
|  | Per a altres significats, vegeu «Rovné». |

Rovné és un poble i municipi d'Eslovàquia. Es troba a la regió de Prešov, al nord del país.

## Història
La primera referència escrita de la vila data del 1567.

## Demografia
| Godina             | 1994 | 2004   | 2014   | 2024   |
| ------------------ | ---- | ------ | ------ | ------ |
| Nombre de persones | 490  | 472    | 446    | 462    |
| Diferència         |      | −3,67% | −5,50% | +3,58% |

| Godina             | 2023 | 2024   |
| ------------------ | ---- | ------ |
| Nombre de persones | 465  | 462    |
| Diferència         |      | −0,64% |